# Палопо
Палопо (индон. Kota Palopo) — город в провинции Южный Сулавеси, Индонезия. Образует самостоятельный городской округ. Население — 147 932 чел. (2010).

## География
Город расположен на юге центральной части острова Сулавеси, на берегу далеко вдающегося в глубь острова залива Боне. Расстояние до крупнейшего города острова — Макассара — 375 км. Берега характеризуются наличием песчаных пляжей, со стороны суши же город обступают горы и холмы — до 1000 м высотой.
С севера, запада и юга Палопо окружён территорией округа Луву и граничит с тремя его районами — Валерангом, Бассесангтемпе и Буа соответственно.
Климат — влажный тропический. Количество осадков — 500-1000 мм в год. Среднегодовая температура варьирует в пределах от 25,5 °C до 29,7 °C.
Общая площадь, занимаемая округом — 247,52 км² (0,39% территории провинции).

## Административное деление
В административном плане городской округ делится на 9 районов:
| №  | Район          | Население, чел. | Площадь, км² | Населённых пунктов/ подрайонов | Плотность населения, км² |
| 1. | Вара           | 31 024          | 11,49        | 6                              | 2700                     |
| 2. | Теллувануа     | 11 701          | 34,34        | 7                              | 340                      |
| 3. | Северный Вара  | 19 011          | 10,58        | 6                              | 1796                     |
| 4. | Западный Вара  | 9403            | 54,13        | 5                              | 173                      |
| 5. | Восточный Вара | 30 997          | 12,08        | 7                              | 2565                     |
| 6. | Мункаджанг     | 6981            | 53,80        | 4                              | 129                      |
| 7. | Сендана        | 5732            | 37,09        | 4                              | 154                      |
| 8. | Бара           | 22 959          | 23,35        | 5                              | 983                      |
| 9. | Южный Вара     | 10 124          | 10,66        | 4                              | 949                      |

До 2002 года Палопо входил в состав округа Луву, затем был выделен в самостоятельный округ.

## Религия
Ниже представлены данные о религиозном составе населения округа:
| Религия       | Доля населения, % |
| ------------- | ----------------- |
| Ислам         | 84,53             |
| Протестантизм | 13,26             |
| Католицизм    | 1,45              |
| Индуизм       | 0,33              |
| Буддизм       | 0,22              |
| Другие        | 0,03              |
| Не указано    | 0,17              |

## Экономика
Основу экономической жизни города составляют такие отрасли, как: сельское хозяйство (в том числе, выращивание какао и манго), производство мебели, торговля, морские грузоперевозки (работает морской порт), строительство, логистические услуги, туризм, гостиничный бизнес и др.